# Гатт, Саша
Саша Гатт (род. 22 июня 2005; англ. Sasha Gatt) — мальтийская пловчиха. На церемонии открытия Олимпийских игр 2024 года наряду с Джанлукой Четкуни стала одним из знаменосцев делегации Мальты.

## Карьера
В 2019 году 13-летняя Саша Гатт приняла участие на Играх малых государств Европы, где соревновалась в индивидуальных дисциплинах в плавании на 200, 400 и 800 метров вольным стилем, а также в составе мальтийской сборной стала бронзовым призёром эстафеты 4×200 метров вольным стилем. Позднее Олимпийский комитет Мальты выбрал её в качестве представительницы страны на Европейском юношеском Олимпийском фестивале 2019 года.
Гатт приняла участие на чемпионате Европы 2021 года, где не смогла показать высокого результата, не преодолев стадию предварительных заплывов на дистанции 1500 метров вольным стилем. На Олимпиаде-2020, из-за пандемии COVID-19 также прошедшей в 2021 году, участвовала в соревнованиях по плаванию вольным стилем на дистанциях 400 и 1500 метров, однако в обеих дисциплинах остановилась на предварительной стадии.
В 2023 году на Играх малых государств Европы Гатт завоевала три личные медали — 2 «серебра» и «бронзу» на дистанциях 400, 800 и 1500 метров вольным стилем, а также серебряную медаль в составе эстафетной команды 4×200 метров вольным стилем.
На Олимпийских играх 2024 года приняла участие в соревнованиях по плаванию на 1500 метров, однако, показав худшее время в предварительных заплывах, не прошла в финал. После заплыва спортсменка призналась, что чувствовала себя не в лучших кондициях; впоследствии её тест на COVID-19 дал положительный результат.